# Dexys Midnight Runners
Dexys Midnight Runners es un grupo británico de pop rock con influencia soul y celta, que alcanzó un gran éxito en los años ochenta por sus canciones Geno (1980) y Come On Eileen (1982).

## Carrera
Kevin Rowland y Kevin "Al" Archer fundaron el grupo en 1978 en Birmingham, Inglaterra con el nombre de Dexedrine. La parte del nombre The Midnight Runners se refiere a la energía que la Dexedrine daba y que posibilitaba bailar toda la noche. "Big" Jim Paterson, Jeff "JB" Blythe, Steve "Babyface" Spooner, Pete Saunders, Pete Williams y Bobby "Jnr" Ward formaban la alineación completa del grupo cuando sacaron el sencillo "Dance Stance" (1979). La canción fue lanzada en el sello independiente Oddball Records y alcanzó el 40 en listas británicas. Su segundo sencillo llamado "Geno" por Geno Washington y lanzado por EMI fue número uno en listas británicas de 1980. En este ya aparecían los nuevos integrantes Andy Leek y Andy "Stoker" Growcott.
Los miembros de la banda, descontentos con la división de los beneficios secuestraron las cintas maestras de Searching for the Young Soul Rebels, su álbum debut, para renegociar su contrato. El álbum fue lanzado en 1980 y fue un gran éxito. El sencillo "There, There, My Dear" fue un éxito y después de este, Rowland insistió en escoger la poco comercial "Keep It Part Two (Inferiority Part One)" como el siguiente sencillo, que fue un fracaso rotundo y la mayoría de los miembros de la banda se retiraron por los continuos problemas personales con Rowland. Paterson se quedó, y llamaron a Billy Adams (guitarra), Seb Shelton (batería), Micky Billingham (teclados), Brian Maurice (saxofón), Paul Speare (saxofón) y Steve Wynne (bajo) con los que lanzó "Plan B", "Show Me" y "Liars A to E" en 1981 sin mucho éxito. 

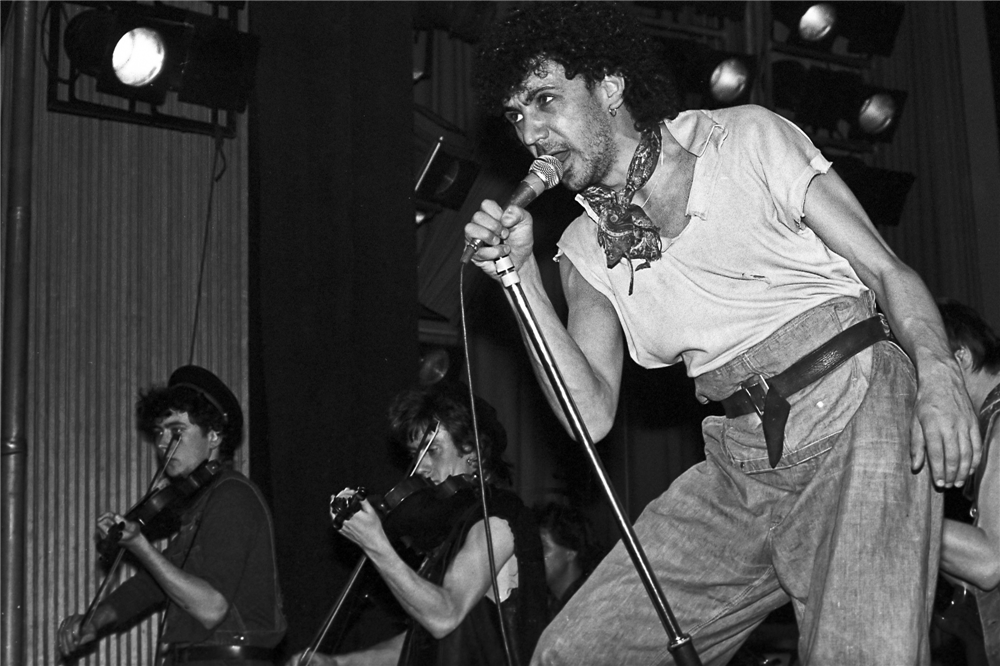
Dexys Midnight Runners (1982).

Rowland reclutó a los violinistas Helen O'Hara, Steve Brennan y Roger MacDuff, con Giorgio Kilkenny reemplazando a Wynne en el bajo. Con ellos se grabó Too-Rye-Ay en 1982, un álbum mezcla de soul y sonidos celtas. El primer sencillo "The Celtic Soul Brothers" fue medianamente exitoso pero "Come On Eileen" fue número uno en listas británicas y estadounidenses, convirtiéndose en el sencillo más vendido de ese año.
Sintiendo que su aportación estaba disminuida por la entrada de los violinistas Paterson, Speare y Maurice dejaron el grupo para formar The TKO Horns e incluso grabaron un álbum en 1985 con Howard Jones. El grupo estuvo de gira hasta 1983 con Rowland, Adams, O'Hara y Shelton acompañados de otros músicos.
Después de dos años volvieron con el álbum Don't Stand Me Down. Rowland se negó a lanzar sencillos del álbum y cuando se intentó con "This Is What She's Like" ya era demasiado tarde para recuperarse del fracaso comercial. El grupo se desmembró y Rowland se hizo cantante solista con el lanzamiento en 1988 del álbum, The Wanderer. A pesar de pasarse la mayoría de los noventa sufriendo problemas financieros y de adicción a las drogas, Rowland trató de reformar Dexys con Big Jim Paterson sin ningún resultado. Posteriormente firmó un contrato con Creation Records y lanzó un álbum de versiones llamado My Beauty en 1999 sin éxito de crítica o comercial.
En abril de 2003 el grupo anunció una reunión para realizar una gira, a la vez que se lanzó un álbum de grandes éxitos llamado Let's Make This Precious con dos nuevas canciones "Manhood" y "My Life in England". En junio de 2005 durante una entrevista en BBC Radio 2, Kevin Rowland anunció que Dexys estaban en el estudio y buscando un contrato para hacer un nuevo álbum.

## Discografía

### Sencillos
- Dance Stance / I'm Just Looking, (Nov-1979), UK #40
- Geno / Breakin' Down The Walls Of Heartache, (Mar-1980), UK #1
- There, There, My Dear / The Horse, (Jun-1980), UK #7
- Keep It Part Two (Inferiority Part One) / One Way Love, (Nov-1980)
- Plan B / Soul Finger, (Mar-1981), UK #58
- Show Me / Soon, (Jun-1981), UK #16
- Liars A To E / And Yes We Must Remain The Wildhearted Outsiders, (Nov-1981)
- The Celtic Soul Brothers / Love Part Two, (Mar-1982), UK #45
- Come On Eileen / Dubious, (Jun-1982), UK #1, POP #1
- Jackie Wilson Said (I'm In Heaven When You Smile) / Let's Make This Precious, (Sep-1982), UK #5
- Let's Get This Straight (From The Start) / Old (en vivo), (Nov-1982), UK #17
- The Celtic Soul Brothers (Reedición) / Reminisce Part One, (Mar-1983), UK #20, POP #86
- (An Extract From) This Is What She's Like / This Is What She's Like (Finale), (Nov-1985)
- Because Of You / Kathleen Mavourneen, (Oct-1986), UK #13
- Walk Away / Even When I Hold You, (Abr-1988) [Kevin ROWLAND]
- Tonight / Kevin Rowland's Band, (Jul-1988) [Kevin ROWLAND]
- Young Man / One Way Ticket To Palookahville, (Oct-1988) [Kevin ROWLAND]

### Álbumes
- Searching for the Young Soul Rebels, (Jul-1980), UK #6
- Too-Rye-Ay, (Jul-1982), UK #2, POP #14
- Geno, (Mar-1983), UK #79
- Don't Stand Me Down, (Sep-1985), UK #22
- The Wanderer, (Jun-1988), [Kevin ROWLAND]
- The Very Best Of Dexys Midnight Runners (compilación), (Jun-1991), UK #12
- BBC Radio One Live in Concert - Newcastle (en vivo), (Nov-1995)
- One Day I'm Going to Soar (2012)
- Let the Record Show: Dexys Do Irish and Country Soul (2016)
- The Feminine Divine (2023)